# Bolbometopon muricatum
 Bolbometopon muricatum és una espècie de peix de la família dels escàrids i de l'ordre dels perciformes.

## Morfologia
Els mascles poden assolir els 130 cm de longitud total i els 46 kg de pes.

## Distribució geogràfica
Es troba des del Mar Roig i l'Àfrica oriental fins a Samoa, les Illes de la Línia, la Gran Barrera de Corall i Nova Caledònia.